# Parafia św. Antoniego w Człopie
Parafia pw. Świętego Antoniego w Człopie – rzymskokatolicka parafia należąca do dekanatu Mirosławiec, diecezji koszalińsko-kołobrzeskiej, metropolii szczecińsko-kamieńskiej. Została utworzona w 1618 roku. Siedziba parafii mieści się przy ulicy Zwycięstwa Wojska Polskiego.

## Kościół parafialny
Kościół pw. św. Antoniego Padewskiego w Człopie.
Kościół parafialny został zbudowany w latach 1934–1938, poświęcony 1938.

## Kościoły filialne
- Kościół pw. św. Stanisława Biskupa i Męczennika w Bukowie
- Kościół pw. św. Józefa w Drzonowie
- Kościół pw. Matki Bożej Częstochowskiej w Golinie
- Kościół pw. Matki Bożej Wspomożenia Wiernych w Jaglicach
- Kościół pw. Najświętszego Serca Pana Jezusa w Przelewicach
- Kościół pw. św. Maksymiliana Kolbego w Szczuczarzu